# 進擊的巨人 LOST GIRLS
《進擊的巨人 LOST GIRLS》是由動畫劇本家瀨古浩司撰寫的小說作品，全1冊。後由不二涼介負責改編漫畫，於漫畫雜誌《別冊少年Magazine》2015年9月號至2016年6月號期間連載，單行本全2卷。為《進擊的巨人》衍生作品。

## 登場人物
亞妮·雷恩哈特（Annie Leonhart）
配音：嶋村侑（日本）；錢欣郁（台灣）
第104期訓練兵團第4名畢業，擁有強大的格鬥術，在格鬥能力方面無人能及。
卡莉·史特拉特曼（Carly Stratman）
配音：北西純子（日本）；曾允凡（台灣）
登場於外傳Lost Girls，830年生，20歲，畢業於海因里希大學，主修化學，在畢業後便常出門放蕩娛樂，與酒館的常客喝酒唱跳，雖與父親同居，但互不干涉。實際上利用憲兵團賣的止痛藥製作毒品"可待羅因"，以男友坎伯為藥腳，父親為藥頭，並囑咐其只能於王都販售，但父親卻失約，開始於史托黑斯區販毒，於是離家出走。在亞妮調查出真相後，亞妮選擇利用假通行證與假名讓她進入王都生活。由於父親於5年前(845年)失去一切，於是製造毒品提供父親販售，希望能為他要回以往的資產。
艾略特·君貝爾克·史特拉特曼（Elliot Gurnberg Stratman）
配音：水內清光（日本）；陳幼文（台灣）
登場於外傳Lost Girls，804年生，46歲，馬連商會會長，向憲兵團通報女兒失蹤的消息。實為販售毒品"可待羅因"的藥頭。在收到韋恩·艾茲納/坎伯·伯爾茲的勒索信後前往其家中，在交涉過程中由於發生衝突而將其殺害。 由於在韋恩/坎伯家中遺留下由瑪利亞之牆種植的菸草製成的稀有香菸，殺害韋恩/坎伯的事被亞妮發現，但亞妮為了不被憲兵團進一步調查整起案件而被牽連到日後捕捉艾連的計畫，於是幫助史特拉特曼將韋恩/坎伯的屍體與自身因槍擊而破洞的衣物扔進工業區的廢液槽以消滅證據，並向上謊報韋恩/坎伯已與卡莉利用假通行證與假名進入王都。
韋恩·艾茲納/坎伯·伯爾茲（Wayne Eisner/Kemper Boltz）
登場於外傳Lost Girls，原作中名為"韋恩·艾茲納"，動畫則改為"坎伯·伯爾茲"。卡莉的男友，提供毒品"可待羅因"的藥腳。由於發現憲兵團開始調查毒品源頭，於是跟蹤亞妮至史特拉特曼家，並由管家遞交勒索信，希望藉此提早拿到錢，卻在交涉過程中由於發生衝突而遭殺害。後來亞妮為了不被憲兵團進一步調查整起案件而被牽連到日後捕捉艾連的計畫，於是幫助史特拉特曼將其屍體與自身因槍擊而破洞的衣物扔進工業區的廢液槽以消滅證據，並向上謊報其已與卡莉利用假通行證與假名進入王都。
沃特·里希特（Wald Richter）
配音：中田讓治（日本）；黃天佑（台灣）
登場於外傳Lost Girls，史托黑斯區一所萬事屋的老大，右眼為紅色義眼。在收到史特拉特曼委託的任務後與陸一同尋找卡莉的下落來到了韋恩/坎伯家，在後接受了韋恩/坎伯的委託後找到卡莉，打算利用卡莉的秘密勒索史特拉特曼。由於亞妮至韋恩/坎伯家進行調查，認為其行為妨礙到工作，打算將其帶至工業區的廢液槽殺害棄屍，但亞妮卻巨人化炸毀馬車，並向其詢問卡莉的下落，卻被陸持槍射穿胸口，而沃特也被陸背叛而中槍。其死前向亞妮交代卡莉的位置後便隨著日落死去。
陸·米德（Lou Meade）
配音：石川界人（日本）；蔣鐵城（台灣）
登場於外傳Lost Girls，史托黑斯區一所萬事屋的混混，沃特的跟班，腦子似乎不太好。在收到史特拉特曼委託的任務後與沃特一同尋找卡莉的下落來到了韋恩/坎伯家，在後接受了韋恩/坎伯的委託後找到卡莉，打算利用卡莉的秘密勒索史特拉特曼。由於亞妮至韋恩/坎伯家進行調查，沃特認為其行為妨礙到工作，打算將其帶至工業區的廢液槽殺害棄屍，但亞妮卻巨人化炸毀馬車。在持槍射穿亞妮胸口後，打算私吞贖金而背叛沃特將其射殺。在亞妮得知卡莉的位置後前往該處，與同夥全數被亞妮打敗，並被亞妮以手槍塞入口中威脅其不知道亞妮的行動且從未見過亞妮。
漢斯·葛歐洛格（Hans Georg）
前任馬連商會會長，僅於外傳Lost Girls漫畫中提及。於843年病死，死後商會由史特拉特曼接替其位置掌管商會。
彼特·里希特（Peter Richter）
沃特·里希特的兒子，僅於外傳Lost Girls動畫中由沃特·里希特提及，於845年原打算至史托黑斯區與父親生活，卻在前一天因瑪利亞之牆遭突破不幸罹難。

## 電子小說
為電視動畫BD、DVD附贈的視覺小說遊戲初回特典。第3卷附贈米卡莎外傳「Lost in the cruel world」與第6卷附贈的亞妮外傳「Wall Sina, Goodbye」。

## 出版書籍

### 小說
衍生小說由瀨古浩司創作，這是他除了動畫劇本以外的作品，於2014年12月發行。收錄「Lost in the cruel world」、「Wall Sina, Goodbye」、「Lost Girls」三個短篇。
| 卷數   | 講談社        | 講談社                 |
| 卷數   | 發售日期      | ISBN                   |
| ------ | ------------- | ---------------------- |
| 全     | 2014年12月9日 | ISBN 978-4-06-377096-4 |
| 愛藏版 | 2016年2月17日 | ISBN 978-4-06-219888-2 |

### 漫畫
改編漫畫由不二涼介負責作畫，於《別冊少年Magazine》2015年8月9日至2016年5月9日連載。
另於《月刊少年天狼星》2016年1月号，與相關衍生作《進擊的巨人 Before the fall》、《進擊！巨人中學校》共同刊載出差特別短篇。
| 卷數 | 講談社       | 講談社                 | 東立出版社   | 東立出版社             |
| 卷數 | 發售日期     | ISBN                   | 發售日期     | ISBN                   |
| ---- | ------------ | ---------------------- | ------------ | ---------------------- |
| 1    | 2016年4月8日 | ISBN 978-4-06-395638-2 | 2017年3月9日 | ISBN 978-986-482-458-8 |
| 2    | 2016年8月9日 | ISBN 978-4-06-395722-8 | 2017年3月9日 | ISBN 978-986-482-459-5 |

## OAD
改編OAD動畫一共有3話，為漫畫單行本限定版的附錄內容，「Wall Sina,Goodbye」前篇收錄於第24卷限定版、後篇收錄於25卷限定版；「Lost in the cruel world」收錄於26卷限定版。

### 配音員
| 角色名稱          | 配音員     | 配音員   | 備註     |
| 角色名稱          | 日本       | 臺灣     | 備註     |
| 主要角色          | 主要角色   | 主要角色 | 主要角色 |
| ----------------- | ---------- | -------- | -------- |
| 亞妮·雷恩哈特     | 嶋村侑     | 錢欣郁   |          |
| 憲軍團            |            |          |          |
| 希琪·朵麗絲       | 渡邊明乃   | 曾允凡   |          |
| 馬洛·弗洛登貝克   | 杉田智和   | 符爽     |          |
| 波利斯·福伊魯拿   | 烏丸祐一   | 黃天佑   |          |
| 丹尼斯·艾布林格   | 荻野晴朗   | 蔣鐵城   |          |
| 調查軍團          |            |          |          |
| 萊納·布朗         | 細谷佳正   | 符爽     |          |
| 訓練軍團          |            |          |          |
| 馬可·波特         | 逢坂良太   | 符爽     |          |
| 雷恩哈特家        |            |          |          |
| 亞妮的父親        | 石塚運昇   | 符爽     |          |
| 史特拉特曼家      |            |          |          |
| 艾略特·史特拉特曼 | 水内清光   | 陳幼文   |          |
| 卡莉·史特拉特曼   | 北西純子   | 曾允凡   |          |
| 管家              | 坂本君衛   | 宋昱璁   |          |
| 萬事屋            |            |          |          |
| 沃特·里希特       | 中田讓治   | 黃天佑   |          |
| 陸·米德           | 石川界人   | 蔣鐵城   |          |
| 男                | 拜真之介   | 符爽     |          |
| 酒館              |            |          |          |
| 酒保              | 小松昌平   | 宋昱璁   |          |
| 酒館大男          | 稻田徹     | 黃天佑   |          |
| 酒館小男A         | 岩崎諒太   | 陳幼文   |          |
| 酒館小男B         | 奧田寬章   | 宋昱璁   |          |
| 史托黑斯區        |            |          |          |
| 馬夫              | 岩崎諒太   | 宋昱璁   |          |
| 區內混混男A       | 望月健一   | 陳幼文   |          |
| 區內混混男B       | 武藏真之介 | 符爽     |          |
| 坎伯的鄰居        | 宮田哲朗   | 黃天佑   |          |

| 角色名稱        | 配音員                                | 配音員                    | 備註     |
| 角色名稱        | 日本                                  | 臺灣                      | 備註     |
| --------------- | ------------------------------------- | ------------------------- | -------- |
| 米卡莎·阿卡曼   | 石川由依                              | 曾允凡                    |          |
| 艾連·葉卡       | 梶裕貴                                | 宋昱璁                    |          |
| 艾連·葉卡       | 梶裕貴                                | 汪世瑋                    | 幼年時期 |
| 阿爾敏·亞魯雷特 | 井上麻里奈                            | 錢欣郁                    |          |
| 古利夏·葉卡     | 土田大                                | 于正昇                    |          |
| 米卡莎的父親    | 遠藤大智                              | 蔣鐵城                    |          |
| 米卡莎的母親    | 廣瀨有香                              | 錢欣郁                    |          |
| 鏡男            | 増田隆之                              | 符爽                      |          |
| 莫傑斯的母親    | 寺瀬今日子                            | 錢欣郁                    |          |
| 基斯·夏迪斯     | 最上嗣生                              | 黃天佑                    |          |
| 強盗            | 前田弘喜                              | 符爽                      |          |
| 居民            | 田久保修平 大隈健太 松田修平 觀世智顯 | 符爽 蔣鐵城 于正昇 黃天佑 |          |

### 各話標題
| 話數            | 日文標題 | 中文標題              | 劇本     | 分鏡     | 演出     | 作畫監督                                               | 總作畫監督      |
| --------------- | -------- | --------------------- | -------- | -------- | -------- | ------------------------------------------------------ | --------------- |
| #16.5A （OAD6） |          | 再見，席納之牆 ―前篇― | 荒木哲郎 | 肥塚正史 | 菊池聰延 | 菊池聰延、田村恭穗 手島舞、千葉崇明                    | 浅野恭司        |
| #16.5B （OAD7） |          | 再見，席納之牆 ―後篇― | 荒木哲郎 | 平川哲生 | 井端義秀 | 浅野恭司、宮崎里美 手島舞、富田惠美 千葉崇明           | 浅野恭司        |
| #??? （OAD8）   |          | 迷失在殘酷的世界裡    | 荒木哲郎 | 田中洋之 | 田中洋之 | 長谷川瞳、宮崎里美 手島舞、富田惠美 千葉崇明、田村恭穗 | 浅野恭司 門脇聰 |

## 外部連結
- 進擊的巨人 LOST GIRLS 於別冊少年Magazine（日語）
- 進擊的巨人 LOST GIRLS在動畫新聞網百科全書中的資料（英文）